# Русецкий, Аркадий Владимирович
Арка́дий Влади́мирович Русе́цкий (бел. Аркадзь Уладзіміравіч Русецкі; 1 ноября 1942, Гиревичи, Вилейская область — 10 января 2021, Витебск) — белорусский историк, философ, культуролог, исследователь жизни и гибели П. М. Машерова. Ректор Витебского государственного университета им. П. М. Машерова (1997—2009). Доктор исторических наук (1990), профессор (1996), кандидат философских наук (1978), академик Белорусской академии образования (1998), Международной академии наук высшей школы (2000). Член Союза писателей Беларуси. Член Совета Республики Национального Собрания Республики Беларусь второго созыва (2000—2004).

## Биография
Родился 1 ноября 1942 года в сельской семье в д. Гиревичи Молодечненской области (ныне — Воложинский район Минской области).
С юных лет трудился рабочим совхоза «Раковский» Воложинского района Минской области. В 1962—1967 гг. был культработником, журналистом газеты «Браслаўская звязда». В 1969 году окончил Белорусский государственный университет имени В. И. Ленина по специальности «Философия». В период учёбы был также инструктором Витебского обкома ЛКСМ Белоруссии (1967—1969). По окончании университета трудоустроился ассистентом кафедры философии, политэкономии и научного коммунизма Витебского педагогического института им. С. М. Кирова (1969—1970 гг.).
Сделал карьеру по партийной линии в Витебске:
- 1970 г. — консультант Дома политического просвещения Витебского обкома КП Белоруссии;
- 1970—1975 гг. — секретарь, второй, первый секретарь Витебского обкома ЛКСМ Белоруссии;
- 1978—1985 гг. — секретарь, второй секретарь Витебского горкома КП Белоруссии;
- 1985—1991 гг. — первый заместитель заведующего отделом пропаганды и агитации, заведующий идеологическим отделом, секретарь ЦК КП Белоруссии.

В 1975—1978 гг. проходил обучение в аспирантуре Академии общественных наук при ЦК КПСС. С 1991 года по 1992 год профессор кафедры этики, эстетики и научного атеизма Белорусского государственного университета. В 1992—1993 гг. был директором Витебского филиала, а также заместителем генерального директора Международного института менеджмента. В 1993—1995 гг. — заместитель директора Витебского областного института усовершенствования учителей. В 1995—1997 гг. — заместитель, первый заместитель председателя Витебского горисполкома.
В 1997—2009 гг. был ректором Витебского государственного университета имени П. М. Машерова. А с 2009 г. — профессор кафедры всеобщей истории и мировой культуры Витебского государственного университета имени П. М. Машерова.
Сын Юрий также стал историком.
Умер 10 января 2021 года.

## Научная деятельность
В круг его научных и педагогических интересов входили вопросы развития и современного состояния художественной культуры Беларуси; организация работы высшей школы; воспитание современного студенчества.
Был членом редакционной коллегии "Ученых записок УО «ВГУ имени П. М. Машерова»; заместителем главного редактора научно-практического журнала «Искусство и культура».

### Диссертации
- Русецкий, А. В. Художественная культура как фактор патриотического воспитания трудящихся в условиях развитого социализма : автореф. дис. … канд. филос. наук / А. В. Русецкий. — Москва, 1978. — 25 с.
- Русецкий, А. В. Опыт и проблемы реализации политики КПСС в области художественной культуры в 80-е годы : (на материалах Ком. партии Белоруссии) : автореф. дис. … д-ра ист. наук : 09.00.02 / А. В. Русецкий. — Москва, 1990. — 53 с.

### Монографии
- Белорусское Поозерье : язык и духовная культура : монография / А. М. Мезенко, А. В. Русецкий [и др.]. — Минск : Беларуская навука, 2001. — 214 с.
- Русецкий А. В. Патриотические ценности студенчества Беларуси на рубеже нового тысячелетия: (на примере вузов г. Витебска) : монография для науч. работников по специальности 2.00.06 «Социология культуры, духовной жизни» / А. В. Русецкий, Л. А. Гащенко. — Витебск : УО «ВГУ им. П. М. Машерова», 2002. — 220 с.
- Патриотизм и идеология: (теоретико-методологический подход) : монография для науч. работников по специальности 22.00.01 «Теория, методология и история социологии» / Л. А. Гащенко, А. В. Русецкий [и др.]. — Витебск : УО «ВГУ им. П. М. Машерова», 2006. — 203 с.
- Русецкий А. В. Художественная культура Беларуси и образование : проблемы и перспективы взаимодействия : монография / А. В. Русецкий, Ю. А. Русецкий. — Витебск : «УО ВГУ им. П. М. Машерова», 2008. — 167 с.
- Русецкий А. В. Художественная культура Витебщины : Поозерье, Подвинье, Верхнее Поднепровье (в контексте восточно-славянских и западно-европейских культурных процессов) : монография / А. В. Русецкий, Ю. А. Русецкий. — Витебск : «УО ВГУ им. П. М. Машерова», 2008. — 540 с.
- Русецкий А. В. Литературное творчество в системе художественной культуры Витебщины (1918—1945) : монография / А. В. Русецкий, Ю. А. Русецкий. — Витебск : УО «ВГУ им. П. М. Машерова», 2009. — 235 с.
- Русецкий А. В. От земли Поозерской… Творчество витебских литераторов в послевоенный период (1946—1965 гг.) : монография / А. В. Русецкий, Ю. А. Русецкий. — Витебск : УО «ВГУ им. П. М. Машерова», 2010. — 302 с.
- Русецкий А. В. Архитектура и градостроительство в художественной культуре Витебщины. С 1918 года и до наших дней : монография / А. В. Русецкий, Ю. А. Русецкий. — Витебск : УО «ВГУ им. П. М. Машерова», 2011. — 180 с.
- Русецкий А. В. В атмосфере художественного поиска и стилевого многообразия. Творчество витебских литераторов во второй половине 1960-х — начале 1990-х годов : монография : в 2 ч. Ч. 1 / А. В. Русецкий, Ю. А. Русецкий. — Витебск : УО «ВГУ им. П. М. Машерова», 2012. — 362 с.
- Русецкий А. В. В атмосфере художественного поиска и стилевого многообразия. Творчество витебских литераторов во второй половине 1960-х — начале 1990-х годов : монография : в 2 ч. Ч. 2 / А. В. Русецкий, Ю. А. Русецкий. — Витебск : УО «ВГУ им. П. М. Машерова», 2012. — 377 с.
- Русецкий А. В. Уроженцы Витебщины в художественной культуре стран близкого и дальнего зарубежья : монография / А. В. Русецкий, Ю. А. Русецкий. — Витебск : ВГУ имени П. М. Машерова, 2013. — 292 с.
- Научные школы учреждения образования «Витебский государственный университет им. П. М. Машерова» : монография / сост.: В. Н. Виноградов [и др.], А. В. Русецкий [и др.]. — Витебск : ВГУ имени П. М. Машерова, 2014. — 146 с.
- Русецкий А. В. Художественная культура Витебщины : Поозерье, Подвинье, Верхнее Поднепровье (1918—1941) : монография / А. В. Русецкий, Ю. А. Русецкий. — Витебск : ВГУ имени П. М. Машерова, 2014. — 293 с.
- Русецкий А. В. Уроженцы Витебщины в художественной культуре стран близкого и дальнего зарубежья. Новые имена : монография / А. В. Русецкий, Ю. А. Русецкий. — Витебск : ВГУ имени П. М. Машерова, 2016. — 132 с.
- Русецкі А. У. Мастацкая культура Віцебшчыны (Паазер`е, Падзвінне, Верхняе Падняпроў`е): На шляху да новых творчых здабыткаў (1944—1991) : манаграфія / А. У. Русецкі, Ю. А. Русецкі. — Віцебск : ВДУ імя П. М. Машэрава, 2018. — 327 с.
- Русецкий А. В. Созидательный и гуманистический потенциал белорусской национальной идеи : монография / А. В. Русецкий, Л. А. Гащенко. — Витебск : ВГУ имени П. М. Машерова, 2018. — 202 с.
- Русецкий А. В. Жизнеутверждающее слово. Уроженцы Витебщины в белорусской советской литературе (1924—1991) : монография : в 4 ч. Ч. 1 : Начало пути : «Маладняк», предвоенные годы и военное лихолетье / А. В. Русецкий, Ю. А. Русецкий. — Витебск : ВГУ имени П. М. Машерова, 2018. — 173 c.
- Мастацкая рэпрэзентацыя духоўных асноў нацыянальнага характару ў сучаснай беларускай літаратуры : манаграфія / Т. У. Аляксеева [і інш.], А. У. Русецкі [і інш.]; пад агульнай рэд.: В. І. Лапацінскай, В. І. Русілкі. — Віцебск : ВДУ імя П. М. Машэрава, 2018. — 172 с.
- Русецкий А. В. Жизнеутверждающее слово. Уроженцы Витебщины в белорусской советской литературе (1924—1991) : монография : в 4 ч. Ч. 2. : Проза / А. В. Русецкий, Ю. А. Русецкий. — Витебск : ВГУ имени П. М. Машерова, 2019. — 292 c.
- Дятлов М. К. Страницы истории Витебской ордена «Знак Почета» государственной академии ветеринарной медицины : ректоры. Первые студенты и преподаватели : [95 лет] / М. К. Дятлов; [под общ. ред. Н. И. Гавриченко; рец. А. В. Русецкий] ; Витебская ордена «Знак Почета» государственная академия ветеринарной медицины. — Витебск : ВГАВМ, 2019. — 166 с.
- Русецкий А. В. Между земным и магическим: к портрету мастера / А. В. Русецкий, В. В. Буга; [в авторской редакции]. — Минск : Четыре четверти, 2019. — 178 с.
- Русецкий А. В. Казимир Малевич. Жизнь, творчество, судьба : (в отблесках «Черного квадрата» и «Супремии») / А. В. Русецкий, В. В. Буга; [в авторской редакции]. — Минск : Четыре четверти, 2019. — 126 с.
- Русецкий А. В. Жизнеутверждающее слово. Уроженцы Витебщины в белорусской советской литературе (1924—1991) : монография : в 4 ч. Ч. 3 : Поэзия / А. В. Русецкий, Ю. А. Русецкий. — Витебск : ВГУ имени П. М. Машерова, 2020. — 378 с.
- Русецкий А. В. Жизнеутверждающее слово. (Уроженцы Витебщины в белорусской советской литературе (1924—1991)) : монография : в 4 ч. Ч. 4 : Драматургия. Литературоведение. Литературная критика / А. В. Русецкий, Ю. А. Русецкий. — Витебск : ВГУ имени П. М. Машерова, 2020. — 366 с.
- Русецкі А. У. Уладзімір Караткевіч: яго зорка не згасне ніколі… : (спроба літаратурнай біяграфіі) : манаграфія / А. У. Русецкі. — Віцебск : ВДУ імя П. М. Машэрава, 2020. — 394 с.

### Учебники и учебные пособия
- Русецкий А. В. Художественная культура Витебска в позднем средневековье : (материал в помощь учителям общеобразоват. школ, преподавателям ПТУ, техникумов, вузов, учащихся и студентов, всем, кто интересуется проблемами развития худож. культуры белорусов) / А. В. Русецкий. — Витебск, 1995. — 41 с.
- Русецкi А. У. Мастацкая культура Беларусi : [тэорыя i гiсторыя : лекцыi] / А. У. Русецкi. — Вiцебск : Выд-ва ВДУ імя П. М. Машэрава, 1998. — 360 с.
- Русецкi А. У. Вывучаць i ведаць гiсторыю Вiцебска : метад. дапам. / А. У. Русецкi. — Вiцебск : Выд-ва ВДУ імя П. М. Машэрава, 2000. — 38 с.
- Культурология: теория и история культуры : учеб. пособие для студентов вузов. Ч. 1 : Теория культуры / В. А. Космач [и др.], А. В. Русецкий [и др.]. — Витебск : Изд-во ВГУ им. П. М. Машерова, 2001. — 262 с.
- Культурология: теория и история культуры : учеб. пособие для студентов вузов. Ч. 2, кн. 1 : История культуры. Первобытные и древние культуры / В. А. Космач [и др.], А. В. Русецкий [и др.]. — Витебск : Изд-во ВГУ им. П. М. Машерова, 2002. — 370 с.
- История и материальная культура Витебска (X—XVIII вв.) : курс лекций / Т. С. Бубенько [и др.]; под. ред. Т. С. Бубенько, А. В. Русецкого. — Витебск : Изд-во УО «ВГУ им. П. М. Машерова», 2003. — 150 с.
- Анищик В. М. Инновационная деятельность и научно-технологическое развитие : учеб. пособие / В. М. Анищик, А. В. Русецкий, Н. К. Толочко. — Минск : Изд. центр БГУ, 2005. — 151 с.
- Культурология: теория и история культуры : учеб. пособие. Ч. 2, кн. 2 : История культуры. Культуры цивилизаций Средневековья и Возрождения / В. А. Космач [и др.], А. В. Русецкий [и др.]. — Витебск : Изд-во УО «ВГУ им. П. М. Машерова», 2005. — 451 с.
- Анищик В. М. Инновационная деятельность и научно-технологическое развитие : учеб. пособие / В. М. Анищик, А. В. Русецкий, Н. К. Толочко. — Минск : Изд. центр БГУ, 2005. — 151 с.
- Анищик В. М. Инновационная деятельность : учеб. пособие для слушателей системы повышения квалификации и подготовки кадров образования / В. М. Анищик, А. В. Русецкий, Н. К. Толочко. — Минск : Изд. центр БГУ, 2006. — 183 с.
- Русецкий А. В. Теоретико-методологический и методический анализ социализации современного студенчества : пособие для преподавателей, кураторов академических групп и воспитателей / А. В. Русецкий, Ю. А. Русецкий, Л. А. Гащенко. — Витебск : Изд-во УО «ВГУ им. П. М. Машерова», 2006. — 58 с.
- Русецкий А. В. Художественная культура Витебщины : (с древности до 1917 года) : пособие для студентов специальности «Музейное дело и охрана историко-культурного наследия (Музееведение)» (1-23 01 12-03) / А. В. Русецкий, Ю. А. Русецкий. — Витебск : УО «ВГУ им. П. М. Машерова», 2007. — 83 с.
- Культурология: теория и история культуры. Культуры цивилизаций Нового времени (XVII — начало XX в.) : пособие / авт.-сост.: В. А. Космач, А. В. Русецкий [и др.]. — Витебск : УО «ВГУ им. П. М. Машерова», 2009. — 293 с.
- Русецкі А. У. Вывучаць і ведаць гісторыю Віцебска (да пачаткаў «Віцебсказнаўства») : метад. дапам. / А. У. Русецкі. — Віцебск : ВДУ імя П. М. Машэрава, 2013. — 48 с.

## Награды и премии
- 1998 — Благодарность Президента Республики Беларусь.
- 2001 — Премия им. Владимира Короткевича.
- 2002 — Медаль Франциска Скорины.
- 2002 — Нагрудный знак Министерства народного образования БССР «Отличник образования».
- 2003 — Почётная грамота Витебского облисполкома.
- 2008 — Орден «Знак Почёта».
- 2009 — Почётная грамота Министерства образования Республики Беларусь.
- 2016 — Почётная грамота Витебского государственного университета имени П. М. Машерова.

## Звания, членства
- Академик Национальной академии образования Республики Беларусь.
- Академик Международной академии наук высшей школы (г. Москва).
- Академик Международной академии наук информации, информационных процессов и технологий (Москва).
- Член Общего собрания Национальной академии наук.
- Член Совета Белорусского фонда фундаментальных исследований.
- Член Совета Специального фонда Президента Беларуси по работе с одарённой молодежью.
- Член Союза писателей Беларуси.